# Клона сир Варез
Клона сир Варез (фр. Clonas-sur-Varèze) насеље је и општина у источној Француској у региону Рона-Алпи, у департману Изер која припада префектури Вјен.
По подацима из 2011. године у општини је живело 1520 становника, а густина насељености је износила 222,55 становника/km². Општина се простире на површини од 6,83 km². Налази се на средњој надморској висини од 155 метара (максималној 256 m, а минималној 157 m).

## Демографија
| 1962. | 1968. | 1975. | 1982. | 1990. | 1999. | 2011. |
| ----- | ----- | ----- | ----- | ----- | ----- | ----- |
| 502   | 517   | 554   | 703   | 1.056 | 1.281 | 1.520 |

График промене броја становника у току последњих година